# Turan (Name)
Turan ist ein türkischer männlicher Vorname und Familienname. Er bezeichnet das Land Turan, das in der persischen Mythologie eine wichtige Rolle spielt.

## Namensträger

### Historische Zeit
- Turan Schah (Herrscher) († 1250), Sultan der Ayyubiden in Ägypten
- Turan Schah (um 1180–1260), Prinz der Ayyubidendynastie

### Vorname
- Turan Doğangün (* 1941), türkischer Fußballspieler
- Turan Dursun (1934–1990), türkischer Imam und Mufti; Atheist, Religionskritiker und Bürgerrechtler
- Turan Ekici (* 1989), türkischer Fußballspieler
- Turan Cihan Şimşek (* 1992), türkischer Schauspieler

### Familienname
- Ali Turan (* 1983), türkischer Fußballspieler
- Arda Turan (* 1987), türkischer Fußballspieler
- Atila Turan (* 1992), französisch-türkischer Fußballspieler
- Aykut Turan (* 1993), türkischer Fußballspieler
- Berç Turan (1920–1997), türkischer Architekt und Politiker armenischer Abstammung
- Berkan Burak Turan (* 1998), türkischer Fußballspieler
- Cemil Turan (* 1947), türkischer Fußballspieler
- Elif Turan (* 1984), türkische Musikerin und Popsängerin
- Emre Turan (* 1990), türkischer Fußballspieler
- Fatih Turan (* 1993), belgisch-türkischer Fußballspieler
- Hakan Turan (* 1992), türkischer Fußballspieler
- İlter Turan (* 1941), türkischer Politikwissenschaftler
- Osman Turan (1914–1978), türkischer Politiker und Historiker
- Sali Turan (* 1949), türkischer Maler
- Semra Turan (* 1985), dänisch-türkische Schauspielerin
- Sinan Turan (* 1985), türkischer Fußballspieler
- Tevfik Turan (* 1954), türkischer Germanist und Übersetzer